# Asplenium sessilipinnum
Asplenium sessilipinnum är en svartbräkenväxtart som beskrevs av A. Rojas. Asplenium sessilipinnum ingår i släktet Asplenium och familjen Aspleniaceae. Inga underarter finns listade.